# Andrònic IV Paleòleg
Andrònic IV Paleòleg (en grec: Ἀνδρονίκος Παλαιόλογος, en llatí: Andronicus IV Paleologus) fou el fill gran de l'emperador Joan V Paleòleg i d'Helena Cantacuzena (filla de Joan VI Cantacuzè). Fou regent durant els viatges del seu pare i, més endavant, unit als genovesos, es va revoltar contra ell i va assumir el títol d'emperador. El seu regnat no va durar gaire per manca de suport popular i per la intervenció dels otomans als quals el seu pare havia sotmès l'Imperi Romà d'Orient a vassallatge.

## Regent en l'absència del pare
Vers el 1355 Joan V va associar el seu fill Andrònic a les tasques de govern. La guerra civil entre el seu pare i Joan VI Cantacuzè havia deixat l'Imperi Romà d'Orient en la ruïna i no tenien diners per pagar un exèrcit que lluités contra els seus enemics, que eren de dos tipus: els otomans i els serbis, que s'apoderaven de territoris imperials, i els genovesos i els venecians, que competien per acaparar el control comercial a la zona.
En la seva desesperació Joan V va demanar ajut a Occident contra els turcs i va fer propostes al papa Urbà V. El mateix emperador va anar dues vegades a Roma el 1369 i el 1370. Al seu retorn, Joan fou retingut a Venècia en espera del pagament dels seus deutes. Per ser alliberat va demanar diners al seu fill Andrònic, que havia quedat com a governant de l'Imperi Romà d'Orient mentre durava la seva absència (l'imperi llavors es limitava a Constantinoble, Tessalònica, algunes illes i una part del Peloponès i Grècia) i li va demanar de vendre objectes sagrats de les esglésies per pagar els deutes. Però Andrònic no el va escoltar. En canvi el segon fill Manuel, governador de Tessalònica, va vendre la seva propietat personal i va anar a Venècia a alliberar el seu pare (1370).
Per fer front a la desconfiança del soldà otomà Murad I, Joan V el va enviar com a ostatge al seu tercer fill Teodor. Després va privar Andrònic de l'autoritat de la qual gaudia i va nomenar Manuel coemperador.
Quan el 1373 Murad I va forçar Joan V a una relació de vassallatge, Andrònic es va aliar amb el fill de Murad, Sauji (els historiadors grecs l'anomenen com a Moisès el cavaller), que en absència del pare governava les províncies europees, per rebel·lar-se contra els respectius pares, però totes dues rebel·lions van fallar. Sauji i Andrònic havien reunit forces a Apricidium, a prop de Constantinoble. Murad va descobrir el complot i una nit el soldà Murat es va presentar allí i va prometre la llibertat i el perdó als que es rendissin, la qual cosa va fer la majoria tants turcs com grecs; els dos prínceps van fugir. Sauji fou fet presoner a la ciutat de Demòtica, fou cegat i més tard executat; Andrònic fou fet presoner per les forces imperials junt amb el seu fill Joan, i va demanar a Joan que fes el mateix amb el seu fill i net, però aquest només va cegar Andrònic d'un dels ulls i van romandre tancats a la presó d'Anemas.

## Regnat
Andrònic pensava que el seu pare era un governant indigne no tan sols per haver-se sotmès a vassallatge respecte als otomans, sinó també per haver donat als venecians l'illa de Tènedos en concepte del pagament dels deutes. Els genovesos, que temien el poder que donaria als venecians la possessió d'aquesta illa i anteriorment n'havien tingut el control, van decidir ajudar Andrònic a enderrocar el seu pare i proclamar-se emperador, provocant a l'hora la guerra de Chioggia entre Venècia i Gènova.
El 1376 gràcies al suport dels genovesos, va escapar de presó i va anar amb un exèrcit a trobar-se amb Murad I, al qual va oferir Gal·lípoli a canvi del seu suport per enderrocar Joan V. Gallipoli havia estat capturada pels otomans i recuperada per l'Imperi Romà d'Orient deu anys abans, gràcies a la intervenció d'Amadeu VI comte de Savoia. El soldà va aportar un cos de cavalleria i un altre d'infanteria i, amb tots plegats, Andrònic va prendre el poder a Constantinoble i va fer empresonar el seu pare i el seu germà Manuel. El mateix any va coronar successor el seu fill Joan VII Paleòleg.
Aquests fets van provocar la reacció veneciana, que el van atacar i van alliberar Joan V el 1379. Andrònic va fugir a Galata i es va endur com a ostatges la seva mare i el seu avi Joan VI Cantacuzè, mentre Joan V recuperava ràpidament el poder, ja que bona part del territori li havia estat fidel. El 1381 el pare el va amnistiar i encara li va permetre mantenir el títol de coemperador i governar Selímbria com a domini personal. En aquesta ciutat probablement va morir el 1385.

## Matrimoni i descendència
Es va casar amb Maria Keratsa de Bulgària, filla de Joan Alexandre de Bulgària i de la seva segona esposa, la princesa Sara Teodora, amb qui va tenir tres fills
- Joan VII Paleòleg, que fou emperador el 1390.
- dues filles de nom desconegut.